# Cynoglossum celebicum
Cynoglossum celebicum är en strävbladig växtart som beskrevs av A. Brand. Cynoglossum celebicum ingår i släktet hundtungor, och familjen strävbladiga växter. Inga underarter finns listade i Catalogue of Life.